# 織田淳哉
織田 淳哉（おりた じゅんや、1972年8月8日 - ）は、宮崎県出身の元プロ野球選手（投手、一時捕手に転向）。

## 来歴

### プロ入り前
日向高校2年時に夏の甲子園に出場（初戦敗退）。
早稲田大学に進学し、東京六大学リーグでは1年春から出場。初登板初勝利を収めると、開幕時点でリーグ戦で勝利した投手がいないほど投手陣の不足していた早大でたちまちエースの座に就き、1年春の投手としては1927年の宮武三郎（慶応義塾大学）以来の5勝を挙げた。1学年上には仁志敏久が、1学年下にはバッテリーを組んだ荒井修光がいた。
当時は1990年代前半の東京六大学野球を代表する選手だった。チームの投手事情から入学以来「織田・織田また織田、1週挟んでまた織田」といわれるほどに毎試合のようにマウンドに上がった。4年間で史上5位タイの74試合に登板、527 1/3投球回も関根潤三・若林忠志・末吉俊信・江川卓らに次ぐ史上6位にランクされる。
打者としても優れ、投手（登録）としては宮武三郎を抜く通算9本塁打のリーグ記録を樹立。4年時には主将を務めるだけでなく4番を打ち、大学球界でも過去の存在になっていた「主将・投手・4番」を務めた。なお、当時の監督がやはり「主将・投手・4番」を経験した石井連藏だった。逆転優勝のためにも負けられない1993年秋の対明大3回戦ではブルペンからそのまま代打に立ち、次の守備からマウンドに登り勝利投手となり、チームの7季ぶりの優勝に大貢献した。明治神宮大会では初戦で自ら勝ち越し打を放ち、完投勝利したが決勝戦で駒大は高木浩之が先発登板し、河原純一への継投で自身は完投するも敗れた。
リーグ通算74試合登板33勝（歴代10位タイ）26敗、防御率2.83、396奪三振。ベストナイン2回（1993年秋季、1994年春季）を獲得。4年生となった1994年度は第84代主将を務めた。また打撃でもチームを引っ張り、通算成績は、リーグ通算78試合に出場、209打数47安打、打率.225、9本塁打、17打点、6盗塁を記録。登板しない際は一塁手で出場もあった。

### プロ時代
1994年、巨人を逆指名しドラフト2位で入団。
1995年、好成績を挙げた西山一宇と並んで「投手のON」とマスコミに紹介されたこともあった。開幕から二軍で5勝1敗防御率2点台の好成績を残し一軍に昇格好投を重ね夏場に一軍初登板。決め球のフォークボールを武器に中継ぎとして当初は好投していたが、アーム式の投法故連投しづらく疲れだしたら打ち込まれてしまい16試合の登板に終わる。入団時から打者として評価する声もあった。
1996年シーズン終盤、長嶋茂雄監督の発案により、手薄な捕手陣の補強のため捕手に転向。学生時代からの非凡な打撃センスで打者としても期待が掛かり、二軍の若手注目株として注目された。
1997年には二軍で活躍を収めていた。ところが、肝心の守備の方は、捕手としては肩が弱く、さらにキャッチングに難があり失策が多かったため、短期間で捕手を断念。以降は一塁手として二軍の試合に出場していた。
1998年シーズン中に投手に再転向し、二軍で抑え役も務めた。同年のシーズン終了後に結婚。
1999年は若手台頭や戦力補強により、二軍でも殆ど出場機会に恵まれず、シーズン終了後、戦力外通告を受けて現役引退。本人の意思とは関係のない球団事情による2度のコンバートなど、織田に対する過去の扱いを球団側が配慮し、球団職員として巨人に残留した。
2000年から一軍広報を務めた。
2006年に巨人の関東地区担当スカウトに異動した。担当は大累進、太田龍など。

## 詳細情報

### 年度別投手成績
| 年 度     | 球 団     | 登 板 | 先 発 | 完 投 | 完 封 | 無 四 球 | 勝 利 | 敗 戦 | セ 丨 ブ | ホ 丨 ル ド | 勝 率 | 打 者 | 投 球 回 | 被 安 打 | 被 本 塁 打 | 与 四 球 | 敬 遠 | 与 死 球 | 奪 三 振 | 暴 投 | ボ 丨 ク | 失 点 | 自 責 点 | 防 御 率 | W H I P |
| --------- | --------- | ----- | ----- | ----- | ----- | -------- | ----- | ----- | -------- | ----------- | ----- | ----- | -------- | -------- | ----------- | -------- | ----- | -------- | -------- | ----- | -------- | ----- | -------- | -------- | ------- |
| 1995      | 巨人      | 16    | 0     | 0     | 0     | 0        | 0     | 0     | 0        | --          | ----  | 94    | 21.2     | 22       | 3           | 7        | 1     | 1        | 20       | 0     | 0        | 11    | 11       | 4.57     | 1.34    |
| 通算：1年 | 通算：1年 | 16    | 0     | 0     | 0     | 0        | 0     | 0     | 0        | --          | ----  | 94    | 21.2     | 22       | 3           | 7        | 1     | 1        | 20       | 0     | 0        | 11    | 11       | 4.57     | 1.34    |

### 記録
- 初登板：1995年7月12日、対ヤクルトスワローズ15回戦（札幌市円山球場）、6回表に4番手で救援登板、1回無失点
- 初奪三振：同上、6回表に飯田哲也から

### 背番号
- 20 （1995年 - 1996年）
- 36 （1997年 - 1998年）
- 52 （1999年）